# Oscilační motor
Za oscilační motor můžeme považovat takový prvek, který otáčí hřídelí kolem své osy, zřídkakdy však o celou otáčku, natož trvale. Jistý druh oscilačního motoru je i galvanometr, u něhož ale nejsou vlastnosti tohoto druhu motoru využívány. Jedná se o velmi rychlou změnu směru otáčení hřídele včetně maximální možné akcelerace a decelerace, čehož není elektromotor schopen už jen kvůli setrvačnosti rotoru. Tato vlastnost je potřeba např. pro pohyb hlav v mechanických HDD discích, kde tento motor nahradil krokový motor, který jednak má daný maximální počet kroků, kdy se tento motor vyplatí masově vyrábět a jednak je pomalý, viz rotační motory výše.
Tyto motory se zpravidla řídí PWM regulací, což si můžeme laicky představit jako velmi rychlé prohazování polarity baterie - pokud bychom prohazovali ideálně symetricky, neboli nechali tento motor připojený v polaritě +- stejnou dobu jako -+, hřídel motoru bude ve středové poloze. Čím více ale budeme měnit poměr časů, např. v polaritě +- necháme prvek zapojený déle než v -+, hřídel se vychýlí v přímém poměru těchto dob vzhledem k maximálnímu úhlu natočení. Pokud ho necháme připojen ve stejné polaritě, čili přivedeme jen stejnosměrný proud, motor nic nedělá, zůstane "zatvrdlý" v jedné z krajních poloh - dle polarity.